# 海倫·貝格瓊
海倫·奈於斯特達爾·貝格瓊（挪威語：Helene Naustdal Bergsholm，1992年7月20日—）是一位挪威演員，她於1992年7月20日在該國松恩-菲尤拉訥郡弗勒出生，並曾在改編自奧萊于格·尼爾森（Olaug Nilssen）同名小說的青少年電影《挪威的呻吟》中飾演艾瑪一角。
貝格瓊曾於2008年至2011年間在位於弗勒的哈夫斯塔德高等學校（挪威語：Hafstad videregående skole）就讀，並曾在2011年於「Jæren folkehøgskule」就讀，而現時她則在西爾達爾通訊學院（Westerdals School of Communication）修讀美術指導。

## 外部連結
- 海倫·貝格瓊獲提名阿曼達獎 （页面存档备份，存于）
- 海倫·貝格瓊在Filmweb上的資料和相片 （页面存档备份，存于）
- 海倫·貝格瓊在互联网电影资料库（IMDb）上的資料（英文）